# 中兴 (南唐)
中兴（958年正月—三月）是南唐元宗李璟的第二個年號，共计2个月。

## 改元
- 保大十六年——正月，南唐改元中興元年。[2][3][4]三月六日，改元交泰元年。[5][6][7][8]

## 紀年對照表
| 中兴 | 元年  |
| ---- | ----- |
| 公元 | 958年 |
| 干支 | 戊午  |

## 同期存在的其他政权年号
- 中國
  - 天會（957年－973年）：北漢—劉鈞、劉繼恩、劉繼元之年號
  - 顯德（954年－960年）：後周—郭威、柴榮、柴宗訓之年號
  - 乾和（943年－958年）：南漢—劉晟之年號
  - 廣政（938年－965年）：後蜀—孟昶之年號
  - 應曆（951年－969年）：遼—遼穆宗耶律璟之年號
  - 同慶（912年－966年）：于闐—尉遲烏僧波之年號
  - 廣德（953年－967年）：大理—段思聰之年號
- 日本
  - 天德（957年－961年）：村上天皇之年號

## 深入閱讀
- 李崇智. . 北京: 中華書局. 2004年12月. ISBN 7101025129.
- 鄧洪波. . 臺北: 國立臺灣大學東亞經典與文化研究計劃. 2005年3月  [2022-01-03]. ISBN 9789860005189. （原始内容 (pdf)存档于2007-08-25）.

## 參看
- 中國年號索引
- 其他政权使用的中興年号

| 前一年號： 保大 | 南唐年号 958年 | 下一年號： 交泰 |